# Dalbergia berteroi
Dalbergia berteroi là một loài thực vật có hoa trong họ Đậu. Loài này được (DC.) Urb. miêu tả khoa học đầu tiên năm 1918.